# Chrysobothris wintu
Chrysobothris wintu es una especie de escarabajo del género Chrysobothris, familia Buprestidae. Fue descrita científicamente por Wellso & Manley en 2007.
Los machos miden entre 9.7–11.2 mm y las hembras entre 9.5–13.1 mm.